# 纳粹钟

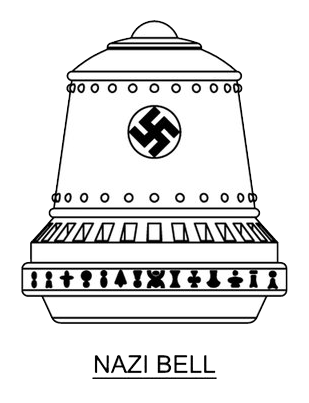
构思的纳粹钟的概念草图

納粹鐘（Die Glocke，德語：[diː ˈɡlɔkə]) 是坊間流傳的一種由纳粹研發的高科技秘密武器。納粹鐘由波兰记者和作家Igor Witkowski於2000年首次提及，後來军事记者和作家尼克·库克又多次在他的文章中提及納粹鐘。許多人批評納粹鐘不過是一個伪科学概念和騙人的東西。雖然納粹鐘並非真實存在，但納粹鐘經常在电子游戏、电视节目和小说中亮相。